# Leida Kibuvits
Leida Kibuvits (* 5. Oktoberjul. / 18. Oktober 1907greg. Dorf Kurepalu, Gemeinde Haaslava, Livland; † 5. Dezember 1976 in Tallinn) war eine estnische Schriftstellerin.

## Leben und Werk
Leida Kibuvits wurde als Leida Kup(p)its im heutigen Südestland geboren. Sie wuchs in einfachen Verhältnissen auf. 1911 zog die Familie nach Tartu. Der Vater, Jan Kupits, starb, als Leida zwölf Jahre alt war.
Von 1913 bis 1919 besuchte sie die deutschsprachige Mädchenschule von Tartu. 1927 machte sie ihr Abitur am Mädchengymnasium in der südestnischen Stadt. Von 1922 bis 1924 belegte sie gleichzeitig Kurse an der Tartuer Kunstschule Pallas.
1927 war sie kurzzeitig als Apothekengehilfin angestellt, bevor sie bis 1929 in der Druckerei Varrak arbeitete. Anschließend war sie von 1929 bis 1931 im Verteidigungsministerium der Republik Estland als Stenotypistin beschäftigt. Sie heiratete 1931 den estnischen Leutnant August Kibovits (ab 1935 Kibuvits, 1904–1967).
Leida Kibuvits debütierte 1932 als Schriftstellerin mit ihrem Roman Soomustüdruk, der in Folge einen Literaturwettbewerbs (gekürzt) abgedruckt wurde. Es folgten in den kommenden Jahren weitere Romane, mit denen sie Erfolg hatte. Von 1932 bis 1939 lebte Kibuvits als freischaffende Schriftstellerin in Pärnu und Viljandi, anschließend in Tallinn. 1938 trat sie dem Estnischen Schriftstellerverband bei. Neben ihrem belletristischen Werk verfasste sie zahlreiche Literaturrezensionen und Feuilletonbeiträge. Sie illustrierte auch einige ihrer Bücher selbst.
Mit Beginn der (zweiten) sowjetischen Besetzung Estland war Kibuvits von 1944 bis 1946 Leiterin der Kulturabteilung bei der kommunistischen Zeitung Rahva Hääl.
Im Februar 1950 wurde Leida Kibuvits von den sowjetischen Besatzungsbehörden aus politischen Gründen verhaftet und zu 25 Jahren Gefängnis sowie fünf Jahren Verbannung verurteilt. Erst 1955 konnte sie im Zuge der Entstalinisierung aus der sibirischen Gefangenschaft in der Oblast Perm nach Estland zurückkehren.
Leida Kibuvits liegt heute auf dem Waldfriedhof (Metsakalmistu) der estnischen Hauptstadt Tallinn begraben.

## Literarische Werke (Auswahl)
- Soomustüdruk (Roman, gekürzte Fassung 1932; vollständig publiziert 1957)
- Rahusõit (Roman, 1933)
- Paradiisi pärisperenaine (Roman, 1934)
- Manglus Sepapoeg (Roman, 1936)
- Kass arvab, et... (Roman, 1936)
- Leinapajud (Familienroman, unvollendet)
- Rist ja rõõm (Novellensammlung, 1938)
- Sipelgaõli (Novellensammlung, 1941)
- Kaks meest on ikka kaks meest (Jugenderzählung, 1947)
- Tuljak ja Tups (Jugenderzählung, 1948)
- Elagu inimene (Novellensammlung, 1962)
- Endistest aegadest (Prosasammlung, posthum, 1977)
- Lepatriinupunane (Novellensammlung, posthum, 1987)

Leida Kibuvits war auch als literarische Übersetzerin aus dem Deutschen tätig. Von ihr stammen die Übertragungen ins Estnische von Goethes Wilhelm Meisters Lehrjahre  (1958) und Wilhelm Meisters Wanderjahre (1959) sowie (gemeinsam mit Nigol Andresen) von den Novellen Stefan Zweigs (1965).